# Catedral de La Vaur
La Catedral de Sant Alà de La Vaur (francès: Cathédrale Saint-Alain de Lavaur) és una església catòlica i antiga catedral situada a la ciutat de La Vaur, a França. La catedral és un monument nacional des del 1911.
Fins al Concordat del 1801, aquesta era la seu de la Bisbat de Lavaur, que ara conserva el Bisbat d'Albi. La catedral està dedicada a Sant Alan de Lavaur. L'estructura actual data dels segles XIII, XIV i XV, i té un campanar de torre octogonal. Una segona torre quadrada més petita conté una escultura del segle xvi. Al jardí del bisbe es troba l'estàtua d'Emmanuel, comte de Las Cases, un dels companys de Napoleó a Santa Helena.
El febrer del 2019 va ser una de les esglésies que van patir diverses profanacions i atacs contra el patrimoni a França.